# Сидозеро (деревня)
Сидозеро — упразднённая деревня на территории Подпорожского городского поселения Подпорожского района Ленинградской области.

## История
АНЦИФЕРОВСКАЯ (СИДОЗЕРО) — деревня при реке Сидозере, число дворов — 5, число жителей: 28 м. п., 25 ж. п.; Все карелы. 
 
ЯКОВЛЕВСКАЯ 2-я (СИДОЗЕРО) — деревня при реке Сидозере, число дворов — 5, число жителей: 20 м. п., 25 ж. п.; Все карелы. Часовня православная. 
 
ВАВШУКОВСКАЯ или ГАВШУКОВА ГОРА (СИДОЗЕРО) — деревня при реке Сидозере, число дворов — 14, число жителей: 42 м. п., 45 ж. п.. (1873 год)

Деревни административно относились к Мятусовской волости 2-го стана Олонецкого уезда Олонецкой губернии.

АНЦИФЕРОВСКАЯ — деревня Пагачинского общества на озере Сидозере, население крестьянское: домов — 13, семей — 9, мужчин — 16, женщин — 26, всего — 42; лошадей — 9, коров — 9, прочего — 13. Школа

ВАВШУКОВСКАЯ — деревня Пагачинского общества на озере Сидозере, население крестьянское: домов — 21, семей — 20, мужчин — 66, женщин — 67, всего — 133; некрестьянское: домов — 1; лошадей — 19, коров — 35, прочего — 39.

ЯКОВЛЕВСКАЯ — деревня Пагачинского общества на озере Сидозере, население крестьянское: домов — 10, семей — 13, мужчин — 40, женщин — 35, всего — 75; лошадей — 12, коров — 20, прочего — 24. Школа. (1905 год)

С 1917 по 1919 год куст смежных деревень под названием Сидозеро, состоящий из деревень: Анциферовская, Вавшуковская и Яковлевская входил в состав Мятусовской волости Олонецкого уезда Олонецкой губернии.
С 1919 года в составе Сидозерского сельсовета Мятусовской волости Лодейнопольского уезда.
С 1922 года в составе Пагачинского сельсовета Мятусовской волости Петроградской губернии.
С 1923 года в составе Подпорожской волости Ленинградской губернии.
С 1926 года в составе Мятусовского сельсовета. 
С 1927 года в составе Подпорожского района. В 1927 году население деревни составляло 317 человек.
Согласно карте Ленинградской области Северо-западного аэрогеодезического треста ГГУ издания 1932 года деревня Вавшуковская насчитывала 20 крестьянских дворов, деревня Яковлевская — 18 дворов, в каждой из них обозначена часовня.
По данным 1933 года деревни Вавшуковская и Яковлевская входили в состав Мятусовского сельсовета.

Деревня Сидозеро (Вавшуковская, Яковлевская) на карте РККА 1936 года

С 1 сентября 1941 года по 31 мая 1944 года деревня находилась в финской оккупации.
С 1954 года в составе Хевроньинского сельсовета.
С 1963 года в составе Лодейнопольского района.
В 1958 году население деревни составляло 11 человек.
С 1965 года, согласно областным административным данным, деревня Сидозеро вновь находилась в составе Подпорожского района.
По данным 1966 года деревня Яковлевская также входила в состав Хевроньинского сельсовета.
По данным 1973 года деревня Яковлевская входила в состав Курповского сельсовета.
По данным 1990 года деревня Яковлевская в составе Подпорожского района не значилась.
В настоящее время на северном берегу озера Сидозеро располагается садоводство «Яковлевское», на восточном — «Сидозеро». На западном берегу озера — урочище Яковлевская. Сохранились старое кладбище, полуразвалившиеся дома и бани. В летнее время всё это покрыто зарослями высокой травы (сныть, люпины), в зимнее отмечались следы диких животных.

## География
Упразднённая деревня расположена в северо-западной части района к северу от автодороги 41К-149 (Подпорожье — Курпово).  
Находилась на западном берегу озера Сидозеро, к северу от реки Свирь.
Расстояние до ближайшей железнодорожной станции Токари — 12 км.

## Достопримечательности
- Церковь Елисея Пророка, 1899 года постройки, деревянная, разобрана и перенесена в деревню Верхние Мандроги, собрана на новом месте в 2018 году, архитектор Ф. С. Харламов, проект 1875 года[11].

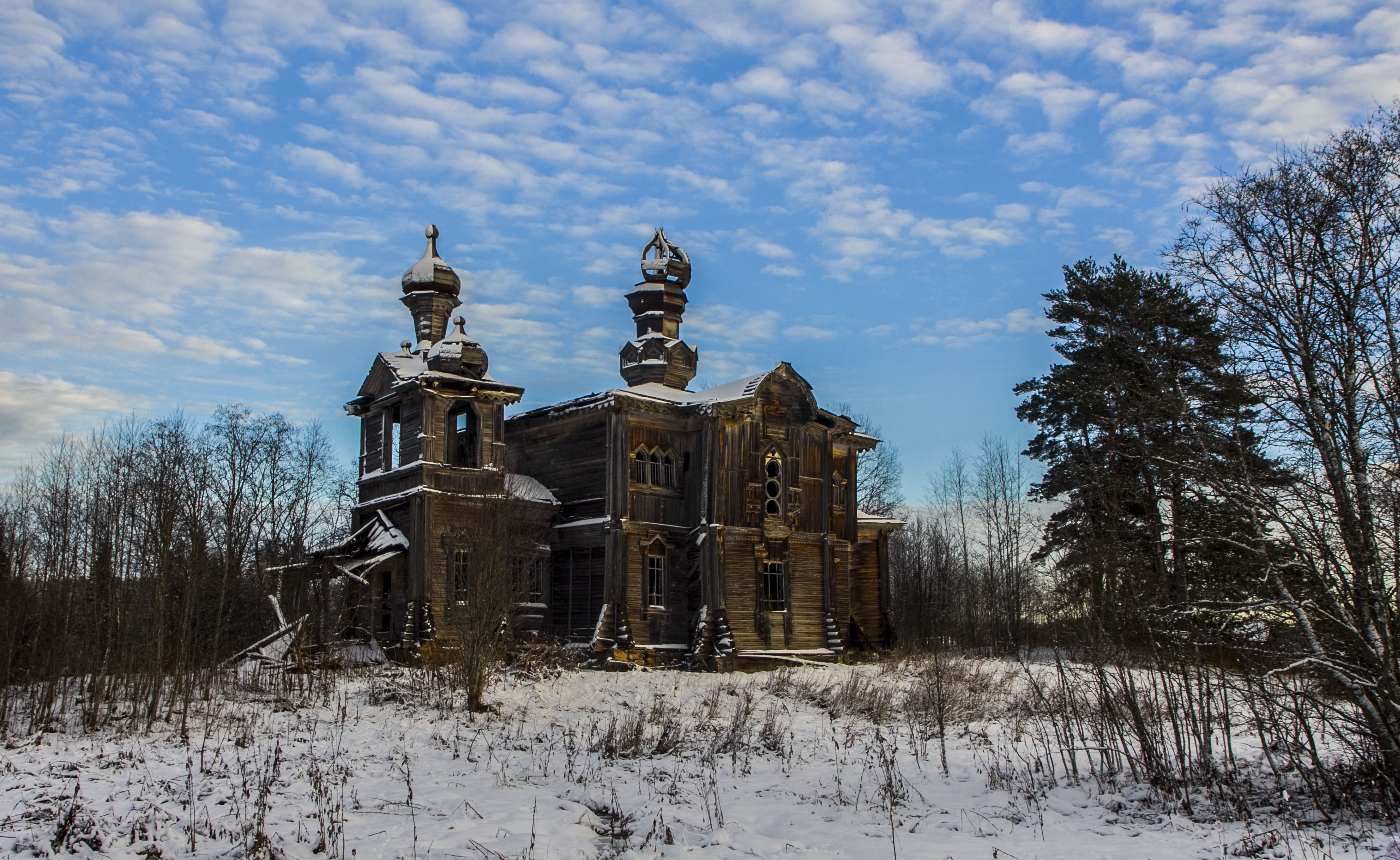
Церковь Порока Елисея до реставрации. 2012 год
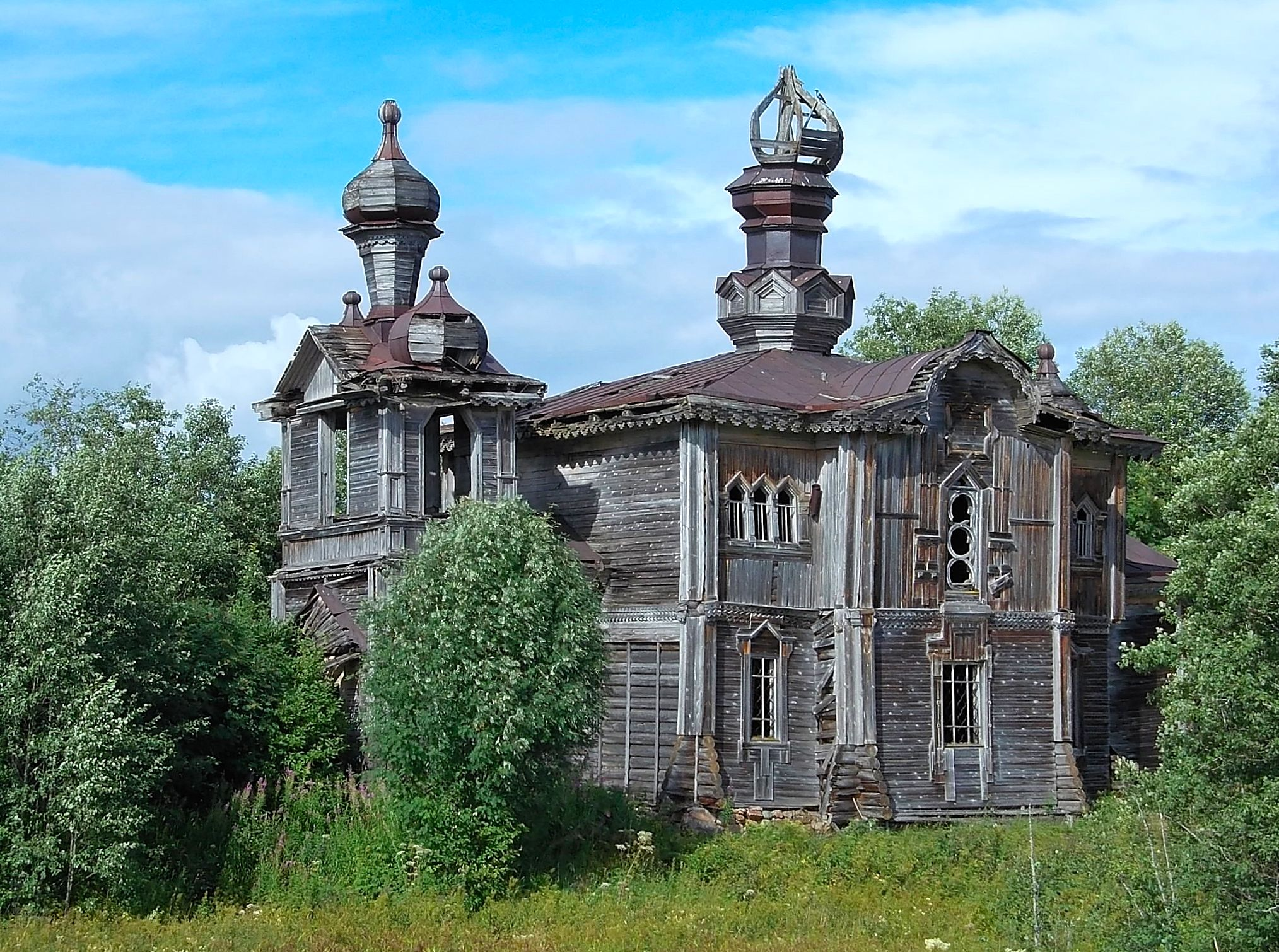
Церковь Порока Елисея до реставрации. 2013 год

## Известные жители
Здесь родился и был похоронен обновленческий епископ Александр (Надеждин).